# Disneyland Hotel (Paris)
Pour les articles homonymes, voir Disneyland Hotel (homonymie).
 (mai 2024).
La mise en forme du texte ne suit pas les recommandations de Wikipédia : il faut le « wikifier ».
Les points d'amélioration suivants sont les cas les plus fréquents. Le détail des points à revoir est peut-être précisé sur la page de discussion.
- Les titres sont pré-formatés par le logiciel. Ils ne sont ni en capitales, ni en gras.
- Le texte ne doit pas être écrit en capitales (les noms de famille non plus), ni en gras, ni en italique, ni en « petit »…
- Le gras n'est utilisé que pour surligner le titre de l'article dans l'introduction, une seule fois.
- L'italique est rarement utilisé : mots en langue étrangère, titres d'œuvres, noms de bateaux, etc.
- Les citations ne sont pas en italique mais en corps de texte normal. Elles sont entourées par des guillemets français : « et ».
- Les listes à puces sont à éviter, des paragraphes rédigés étant largement préférés. Les tableaux sont à réserver à la présentation de données structurées (résultats, etc.).
- Les appels de note de bas de page (petits chiffres en exposant, introduits par l'outil «  Source ») sont à placer entre la fin de phrase et le point final[comme ça].
- Les liens internes (vers d'autres articles de Wikipédia) sont à choisir avec parcimonie. Créez des liens vers des articles approfondissant le sujet. Les termes génériques sans rapport avec le sujet sont à éviter, ainsi que les répétitions de liens vers un même terme.
- Les liens externes sont à placer uniquement dans une section « Liens externes », à la fin de l'article. Ces liens sont à choisir avec parcimonie suivant les règles définies. Si un lien sert de source à l'article, son insertion dans le texte est à faire par les notes de bas de page.
- La présentation des références doit suivre les conventions bibliographiques. Il est recommandé d'utiliser les modèles {{Ouvrage}}, {{Chapitre}}, {{Article}}, {{Lien web}} et/ou {{Bibliographie}}. Le mode d'édition visuel peut mettre en forme automatiquement les références.
- Insérer une infobox (cadre d'informations à droite) n'est pas obligatoire pour parachever la mise en page.

Pour une aide détaillée, merci de consulter Aide:Wikification.
Si vous pensez que ces points ont été résolus, vous pouvez retirer ce bandeau et améliorer la mise en forme d'un autre article.
Le Disneyland Hotel de Disneyland Paris est un hôtel de style victorien situé à l'entrée du parc Disneyland. Il compte 487 chambres dont 18 suites. Il est situé entre la gare de Main Street et les Fantasia Gardens, qui servent de jardins, de promenade et d'entrée au parc à thèmes.

## Thème et histoire
À l'origine prévu comme élément décoratif marquant l'entrée du parc, l'hôtel a évolué en un véritable établissement d'architecture victorienne des années 1890. Comme lors de la conception du Disney's Grand Floridian Resort à Orlando, ses créateurs se sont inspirés de l'hotel del Coronado de San Diego. Il reflète également le thème de Main Street, USA,. Pour le doter d'un aspect plus amusant, les Imagineers (ou imaginieurs en français) imaginent une horloge imposante dont les aiguilles sont remplacées par les bras d'un Mickey Mouse.
L'hôtel présente une couleur de mur rose, plutôt que blanche comme son alter ego d'Orlando, pour s'adapter à la luminosité différente sous le ciel européen, une couleur encore accentuée lors de la repeinte de l'hôtel en 2006. Suzanne Stephens décrit l'édifice comme étant d'une confection victorienne avec des parements en bois rose d'œil de lapin, des toits mansardés et des tourelles rouge écrevisse. Paul Goldberger le qualifie de « fantasme victorien rose posé juste à l'entrée ». John Hench contribue dans le travail des couleurs.
C'est le premier de tous les hôtels Disney à être conçu par Walt Disney Imagineering et le premier à être construit à l'entrée d'un parc à thèmes Disney,. Il est d'ailleurs le premier à servir d'entrée, un concept qui a été repris par la suite,.
La proximité avec la gare est à mettre en parallèle avec les établissements du XIXe siècle érigés près des gares grâce aux industriels et promoteurs des chemins de fer américains
.
En collaboration avec l'architecte Dana Aiken, l'hôtel est dessiné par Tony Baxter et Eddie Sotto (en) au sein de Walt Disney Imagineering. Ce projet a été préféré à celui de Robert Venturi pour ce site.
Les imagineers ont été aidés par le cabinet d'architectes Wimberly Allison, Tong and Goo de Newport Beach en Californie,.
Après deux ans de travaux, l'hôtel rouvre aux clients en février 2024,.

## Bâtiments
L'hôtel cinq étoiles se compose de trois bâtiments : deux en U à l'est et à l'ouest, encadrant un bâtiment central rectangulaire. Chaque bâtiment a plusieurs tourelles octogonales avec des toits rose sombre. Depuis les Fantasia Gardens, l'ensemble paraît symétrique, bien que les ailes soient différentes.
Les bâtiments sont reliés par des passerelles au deuxième étage, au-dessus des passages de sortie du parc. Les trois ailes ont un maximum de quatre étages, sans compter le rez-de-chaussée.

### Entrée: aile est
L'accès en voiture se fait par une route derrière la gare de TGV, menant à la cour de l'aile est, avec un dépose-minute au centre du U, derrière lequel se trouvent le hall et la réception, à l'esthétique napoléonienne et médiévale,.

### Corps de l'hôtel: bâtiment central
Le rez-de-chaussée sert d'entrée au parc. Cette dernière est imaginée pour évoquer l'entrée d'un cinéma pour les passants avec la billeterie, les tourniquets, les passages décorés de posters d'attractions, tels des affiches de films.
Au-dessus, les chambres, restaurants, boutiques et le Castle Club.

## Services

### Chambres
L'hôtel compte 487 chambres et suites. Les chambres standards, de 34 m2, sont équipées d'un lit king size ou de deux lits doubles. Les suites varient de 54 à 206 m2.
Seuls les deux derniers étages du bâtiment central, principalement des suites et sept chambres, offrent une vue sur le parc. Ces chambres font partie du Castle Club, un espace privatif avec :
- Accès au salon de thé Castle Lounge, au 3e étage, avec boissons gratuites et goûter.
- Ascenseur direct vers les guichets du parc.
- VIP Fastpass.

La suite royale La Reine des Neiges de 206 m2 offre une vue panoramique sur le parc avec un salon, une salle à manger pour 10 convives, un piano et une cheminée. La suite princière La Belle et la Bête de 116 m2, propose un grand salon, un lit à colonnes, un dressing, un jacuzzi et une douche hammam.

### Restaurants et bars
- Royal Banquet : situé dans l'octogone ouest du bâtiment central, côté parc, il propose un buffet à volonté.
- La Table de Lumière : décoré tel une salle de bal inspirée de la galerie des Glaces et situé dans l'octogone est du bâtiment central, côté parc, ce restaurant à la carte est doté d'une statue de La Belle et la Bête pivotant sur elle-même.
- Fleur de Lys Bar : situé côté jardin dans la partie médiane, ce café propose des boissons, dont du champagne de la cuvée exclusive du Disneyland Hotel, produite par la maison Pierre Mignon (Épernay)[8].

Les restaurants suivants ont fermé leurs portes en 2021, remplacés lors de la rénovation de l'hôtel :
- California Grill : situé dans l'octogone est du bâtiment central, côté parc, ce restaurant à la carte servait des spécialités françaises, notamment des viandes et poissons grillés, dans un décor inspiré des pionniers de l'Ouest américain (150 places). Dirigé de 2012 à 2017 par le chef cuisinier français Philippe Geneletti[6],[10]
- Inventions : situé dans l'octogone ouest du bâtiment central, côté parc, ce restaurant proposait un buffet international dans un décor du XIXe siècle, rendant hommage aux grandes inventions de l'époque. Des personnages Disney étaient présents au dîner (282 places).
- Café Fantasia : situé côté jardin dans la partie médiane, ce café offrait des boissons et desserts dans un décor musical inspiré du film Fantasia, en harmonie avec les Fantasia Gardens environnants.
- Main Street Lounge : situé au centre du bâtiment, c'était un lieu de détente dans le style de Main Street, où l'on pouvait déguster des apéritifs ou des encas. Une partie de ce lounge a par après été intégrée aux Inventions.

En 2024, après rénovation, les restaurants La Table de Lumière, Royal Banquet et le Fleur de Lys Bar ont ouvert, réservés aux résidents.

### Boutiques
- Galerie Mickey : boutique de 90 m2.
- Plaza East et Plaza West : boutiques accessibles depuis Main Street USA.

### Activités
- Royal kids club, Mad Hatter's Game Arcade.

Inspiré esthétiquement par les serres royales de Laeken à Bruxelles, Crystal Pool et health club propose pataugeoire, piscine, bain bouillonnant, sauna, hammam, salle de sport, espace de méditation et de yoga et Spa By Clarins.

## Identité visuelle

Logo jusqu'en 2024.
Logo depuis sa rénovation en 2024.